# Electronic stability control
Electronic Stability Control (elektronische stabiliteitscontrole), afkorting ESC is een ingebouwd actief veiligheidselement in tal van voertuigen, waaronder de auto.
ESC ontstond in de jaren 90 en kreeg naargelang het merk een andere naam toebedeeld. De FIA en de Europese Commissie besloten een universele term in te voeren.

## Toepassing
Uit onderzoek is gebleken dat ESC in auto's in Europa een daling van 4.000 doden en 100.000 gewonden tot gevolg zou hebben. De Europese Commissie wilde het systeem vanaf 2012 verplicht stellen in alle auto's, met overgangsmaatregelen voor oudere modellen tot 2014. Sinds dat jaar is het verplicht voor alle nieuwe auto's.